# Lasnamäe
Lasnamäe – dzielnica Tallinna we wschodniej części miasta, graniczy z Piritą od północy i od zachodu ze Śródmieściem. Jest najbardziej i najgęściej zaludnioną dzielnicą Tallinna – ma 118 842 mieszkańców, głównie rosyjskojęzycznych. W dzielnicy znajdują się głównie wysokie bloki mieszkalne.

## Podział administracyjny
Lasnamäe składa się z 16 poddzielnic: Katleri, Kurepõllu, Kuristiku, Laagna, Loopealse, Mustakivi, Pae, Paevälja, Priisle, Seli, Sikupilli, Sõjamäe, Tondiraba, Uuslinn, Väo, Ülemiste.

## Ludność
Rozwój demograficzny dzielnicy:
| Data            | 01.12.2010 | 01.12.2011 | 01.12.2012 | 01.12.2013 | 01.12.2014 | 01.12.2015 |
| --------------- | ---------- | ---------- | ---------- | ---------- | ---------- | ---------- |
| Liczba ludności | 115 711    | 116 391    | 116 284    | 118 232    | 118 592    | 118 842    |

Struktura etniczna:
| Grupa etniczna | udział w % (2015) |
| -------------- | ----------------- |
| Rosjanie       | 60,6%             |
| Estończycy     | 26,8%             |
| Ukraińcy       | 5,5%              |
| Białorusini    | 2,9%              |
| Finowie        | 0,5%              |
| Żydzi          | 0,3%              |
| Tatarzy        | 0,5%              |
| Inni           | 2,9%              |

## Transport

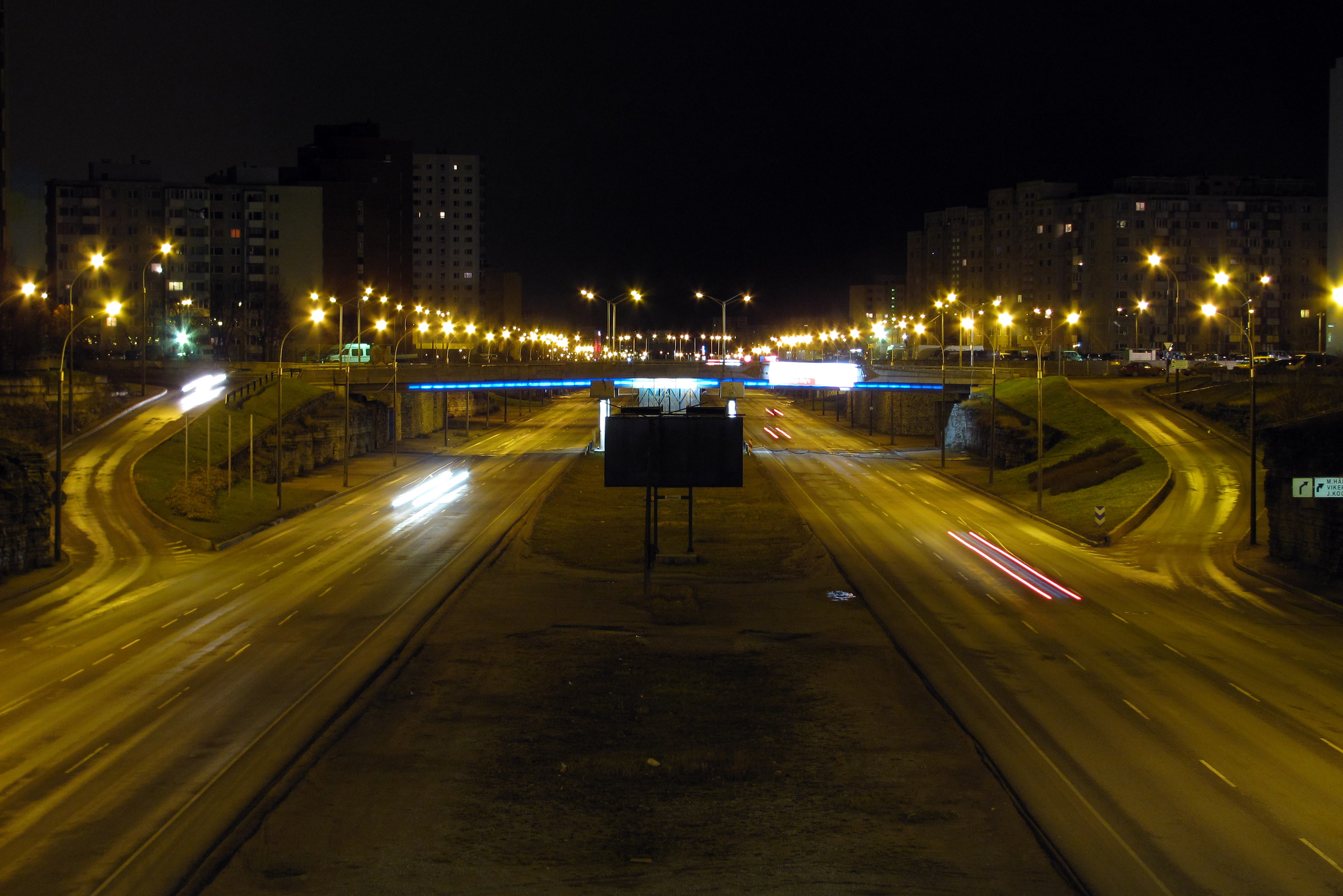
"Kanał Lasnamäe" nocą

Przez dzielnicę przebiega droga krajowa nr 1 (Tallinn-Narwa).
Główną arterią umożliwiającą komunikację z centrum jest ulica Laagna, nazywana „Kanałem Lasnamäe”. Połączenia z innymi dzielnicami zapewniają autobusy.
W granicach dzielnicy znajduje się Port lotniczy Tallinn.